# Riba-roja d’Ebre
Riba-roja d’Ebre (spanisch Ribarroja de Ebro) ist eine Gemeinde im Süden Kataloniens mit 1.128 Einwohnern (Stand: 2024) und liegt in der Provinz Tarragona und der Comarca Baix Camp.

## Lage
Riba-roja d’Ebre liegt etwa 55 Kilometer westsüdwestlich von Tarragona in einer Höhe von ca. 75 m am Ebro. Hier wird durch den Pantà de Riba-roja der Ebro aufgestaut. Die Kraftwerksleistung beträgt ca. 265 MW.

## Bevölkerungsentwicklung
| Jahr      | 1970 | 1981 | 1991 | 2001 | 2011 | 2021 |
| Einwohner | 2288 | 2107 | 1607 | 1329 | 1321 | 1117 |

## Sehenswürdigkeiten
- Bartholomäuskirche
- Matronenkapelle (Ermita de Santa Madrona)
- Magdalenenkapelle von Berrús

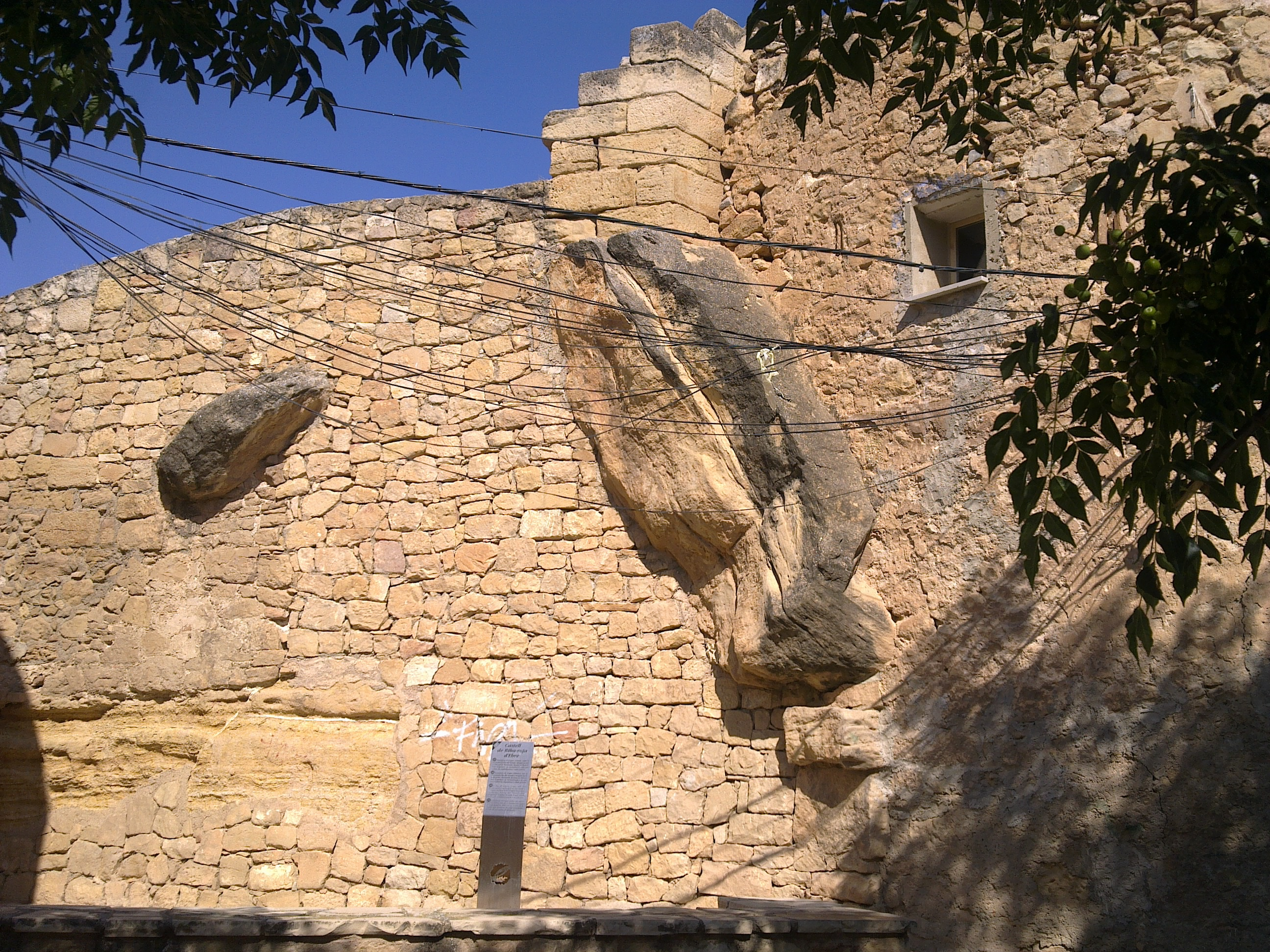
Burgruine
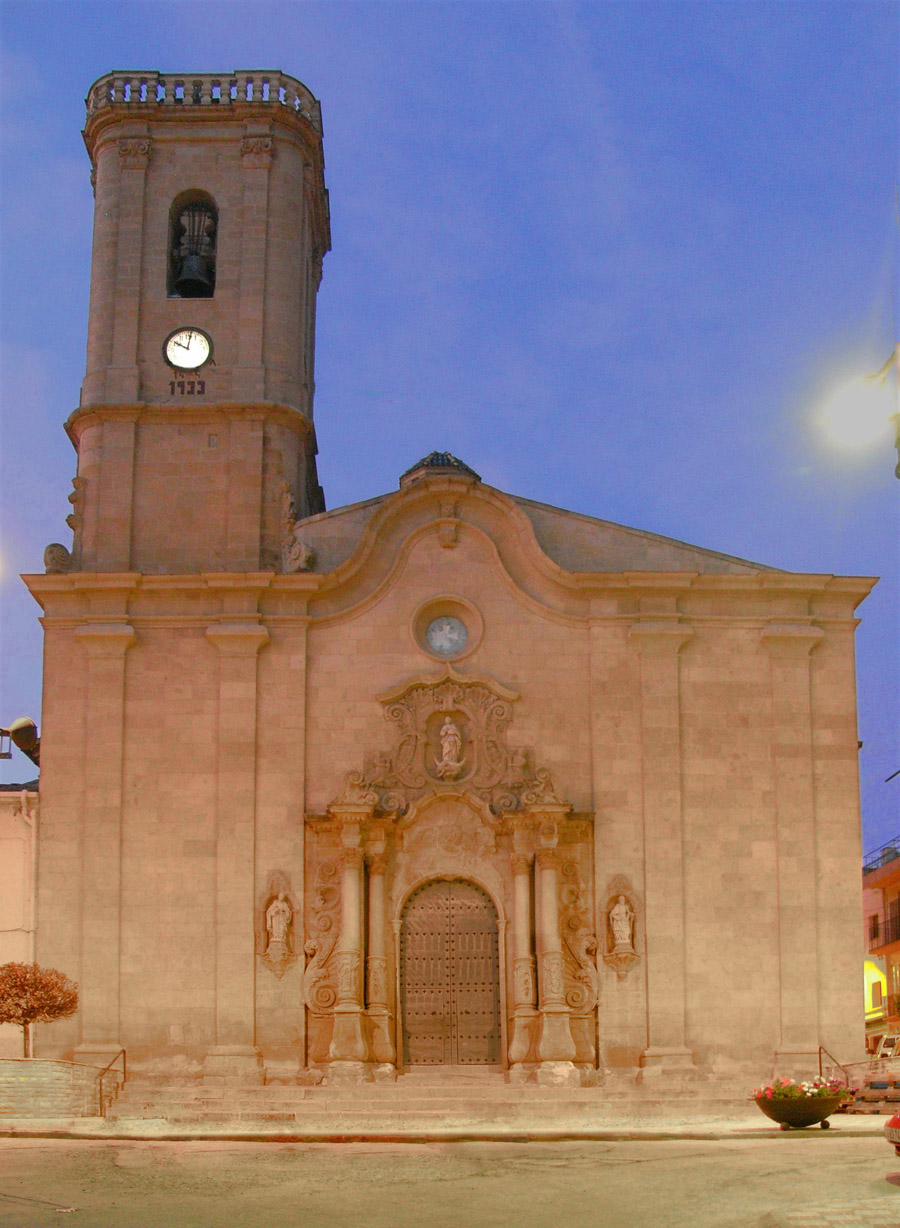
Bartholomäuskirche
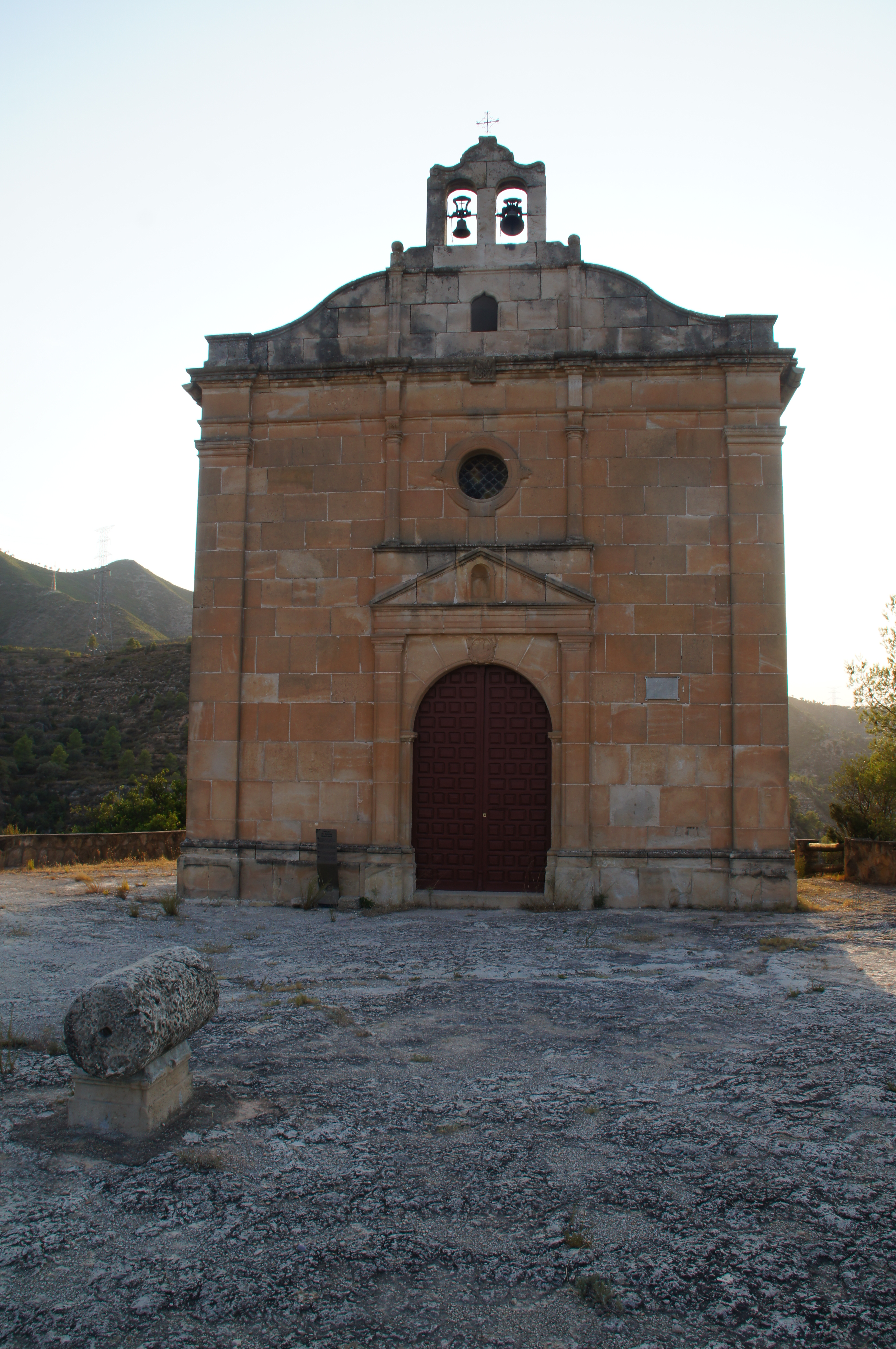
Matronenkapelle
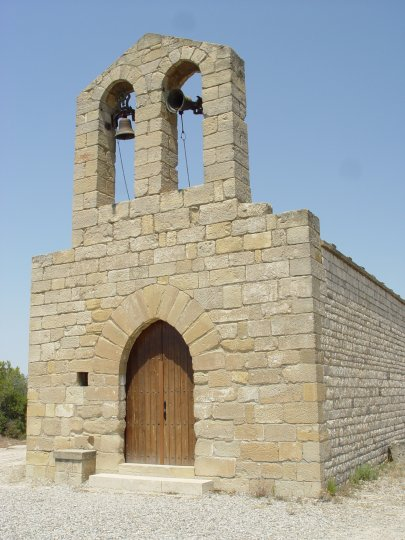
Magdalenenkapelle
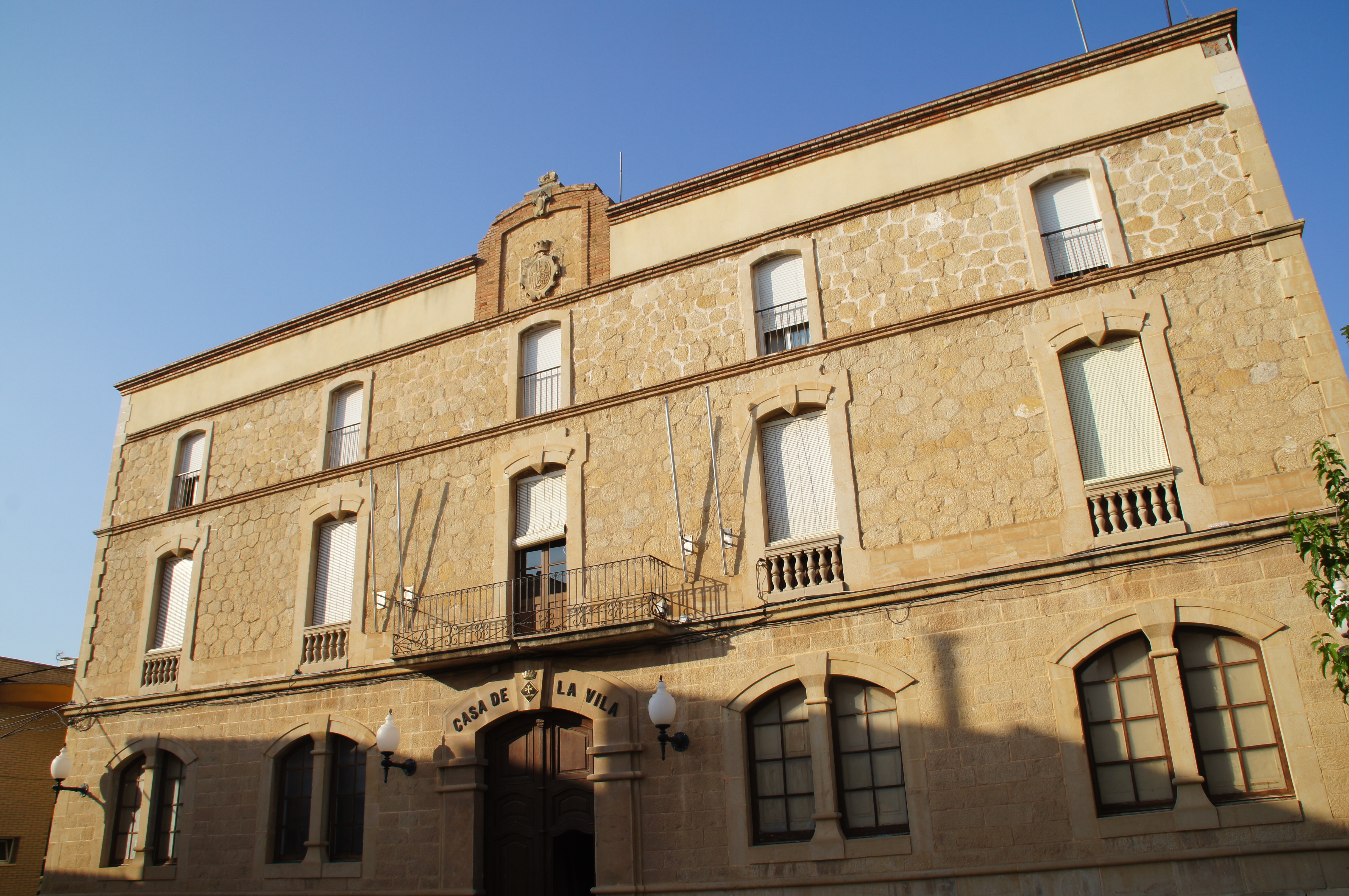
Rathaus

## Partnerschaften
Seit 2005 besteht eine Partnerschaft mit der französischen Gemeinde Solignac im Département Haute-Vienne (Neuaquitanien).